# Hannu Virta
Hannu Virta (* 22. března 1963, Turku) je bývalý finský hokejový obránce. Finsko reprezentoval na ZOH 1994 v Lillehammeru a 7× na Mistrovství světa (1987, 1989, 1991, 1994, 1995, 1996 a 1997).
V letech 1982–1986 působil v NHL v týmu Buffalo Sabres. Odehrál zde v základní části 254 zápasů, ve kterých vstřelil 25 gólů a zaznamenal 101 asistencí. V play-off odehrál 17 zápasů, ve kterých vstřelil 1 gól a měl 3 asistence.
Po skončení hráčské kariéry působí jako trenér.